# Bolua turkiyae
Bolua turkiyae är en insektsart som beskrevs av Ünal 1999. Bolua turkiyae ingår i släktet Bolua och familjen vårtbitare. Inga underarter finns listade i Catalogue of Life.